# Барбара Гонзага
Барбара Гонзага (на италиански: Barbara Gonzaga; * 11 декември 1455, Мантуа, Херцогство Мантуа; † 31 май 1503, Бьоблинген, Херцогство Вюртемберг) е чрез брак графиня на Вюртемберг-Урах и от 1495 г. първа херцогиня на Вюртемберг.

## Произход
Тя е от богата италианска благородничка от рода Гонзага от Мантуа. Дъщеря е на Лудовико III Гонзага (1414 – 1478), маркграф на Мантуа, и на съпругата му Барбара фон Бранденбург (1422 – 1481). Нейни дядо и баба по бащина линия са маркграф Джанфранческо I Гонзага и Паола Малатеста, а по майчина – маркграф Йохан фон Бранденбург-Кулмбах и принцеса Барбара фон Саксония-Витенберг. Има четири братя и пет сестри:
- Федерико I (* 1441; † 1484), 3-ти маркграф на Мантуа, съпруг на Маргарита Баварска
- Франческо (* ок. 1444; † 1483), кардинал (1664), епископ на Бресаноне и после на Мантуа (1466)
- Паола Бианка (* 1445, † 1447)
- Джанфранческо (* 1446; † 1496), граф на Сабионета и на Родиго, съпруг на Антония дел Балцо
- Сузана († 1481), монахиня кларисинка в манастира „Санта Паола“ в Мантуа
- Доротея (* 1449; † 1468), годеница на Галеацо Мария Сфорца
- Чечилия (* 1451 † 1474), монахиня в манастира „Санта Киара“ в Мантуа
- Родолфо (* 1452; † 1495), господар на Кастильоне и на Солферино, съпруг на Антония Малатеста и на Катерина Пико дела Мирандола. Негов праправнук е Свети Алоизий Гонзага.
- Паола (* 1463; † 1497), графиня на Гориция като съпруга на Леонард фон Гьорц

## Биография
На 12 април 1474 г. в катедралата на Мантуа тя се омъжва за Еберхард V фон Вюртемберг „Брадатия“, наследил своя брат Лудвиг II фон Вюртемберг-Урах, граф на Вюртемберг-Урах, през 1459 г. На сватбата присъстват 14 000 гости, като изяждат 165 000 хляба и изпиват над 150 000 литра вино. С нея се консолидира прогерманското призвание, преобладаващо по това време в мантуанския двор, тъй като тя е подкрепена от маркиза Барбара, която е и архитектът на брака между нейния син и наследник Федерико с баварската принцеса Маргарита. През юли Барбара напуска завинаги двора на Мантуа и се премества в новата си родина.
След брака тя става графиня-консорт на Вюртемберг-Урах и живее в замъка в Урах. Впоследствие, благодарение на Договора от Мюнзинген от 1482 г., който обединява отново двете графства Вюртемберг-Щутгарт и Вюртемберг-Урах, тя става първата херцогиня-консорт на Вюртемберг през 1495 г.
Не успява да даде мъжки наследник на Херцогство Вюртемберг. За двадесет и две години брак ражда само едно дете – дъщеря, която почива в ранна детска възраст. Освен това херцогинята никога не успява да се установи във Вюртемберг, чийто двор изглежда изостанал в сравнение с този в Мантуа. Поради това през целия си живот Барбара се надява да може да се върне в родния си град, като се събере със семейството си. Но тази надежда винаги остава неосъществена, дори след смъртта на съпруга ѝ през 1496 г. Въпреки това тя е тази, която въвежда италианската ренесансова култура в херцогството благодарение на влиянието, което оказва върху съпруга си. Еберхард става ентусиазиран почитател на италианската култура, следвайки вдъхновението, предоставено му от съпругата му; той основава през 1477 г. Тюбингенския университет – един от най-важните в Германия.
Когато Еберхард умира в Тюбинген на 25 февруари 1496 г., неговият племенник Еберхард II наследява херцогството. След внезапната смърт на съпруга ѝ Барбара се оттегля в Бьоблинген, но животът ѝ е помрачен от споровете с наследниците му.
В последните години от живота си страда от наднормено тегло. 48-годишната жена умира на 31 май 1503 г. в Бьоблинген и е погребана в доминиканския женски манастир на Кирххайм унтер Тек. Но по време на разрушаването на манастира през 1537 г. тленните ѝ останки са разпръснати.

## Брак и потомство
∞ 12 април 1474 в катедралата на Мантуа за Еберхард V фон Вюртемберг „Брадатия“ (* 11 декември 1445, Урах; † 25 февруари 1496, Тюбинген) от Дом Вюртемберг, от 1457 – 1482 г. като Еберхард V граф на Вюртемберг-Урах, граф на Вюртемберг-Монбеляр (1457 – 1473, 1482) и от 1482 – 1496 г. също на Вюртемберг-Щутгарт, а от 1495 г. като Еберхард I първи херцог на Вюртемберг и Тек), от когото има една дъщеря:
- Барбара фон Вюртемберг (* 2 agosto 1475, Бад Урах; † сл. 15 октомври 1475).